# Música Para el Alma
Música para el alma está integrado por músicos de orquestas sinfónicas y coros de diferentes países. Su objetivo es acercar su música a personas que pasen por difíciles situaciones de vida, ya sea en hospitales, escuelas de educación especial, geriátricos y otras instituciones de bien público, para acompañar a los pacientes y profesionales que están a su cuidado.

## Historia
Música Para el Alma es un proyecto solidario, que nació en la Argentina, de músicos de orquestas sinfónicas y coros, que se ha extendido a otros países, que desean acercar su actividad a hospitales, escuelas de educación especial, geriátricos e instituciones de bien público en general para acompañar con su música a personas que pasan por situaciones de vida difíciles.
El objetivo es establecer un contacto humano directo, contacto esencial de la actividad de los músicos en general. El origen de estos conciertos tiene un nombre, Eugenia, una joven y talentosa flautista de la Orquesta Nacional de Música Argentina Juan de Dios Filiberto, quien en su prolongada lucha contra una enfermedad eligió transformar esa realidad originando este proyecto destinado a llevar música a quienes atraviesan realidades complejas.
Música Para El Alma lleva en cada concierto la conciencia que creó en sus integrantes ese mensaje de paz.
Sus primeras presentaciones se realizaron en Buenos Aires en 2012 y se fue extendiendo a otras ciudades de Argentina. Actualmente existen músicos nucleados en Música para el alma en Uruguay, Chile, Paraguay, Italia e Israel.

## Presentaciones
Música para el alma ha realizado centenares de conciertos en instituciones de varios países. Entre otras se cuenta el Hospital Garrahan, en donde se presentó en varias oportunidades. En una de ellas lo hizo invitado por Patch Adams y de Niños Pedro de Elizalde, de Buenos Aires; el Complejo Penitenciario de Mujeres, Ezeiza, Prov. de Buenos Aires, Argentina; hospitales neuropsiquiátricos de Buenos Aires, como el Hospital Braulio Aurelio Moyano para mujeres; el Hospital Municipal José Tiburcio Borda y el Tobar García.
En Uruguay se presentó en el hospital Hospital Pereira Rossell y en el Geriátrico Luis Piñeyro del Campo, de Montevideo. En Chile en el Hospital de Niños L. C. Mackenna.
En Paraguay, en el Instituto de Previsión Social (Paraguay) (IPS), de Asunción. En Nápoles, Italia, estuvieron en el Hospital de pediatría oncológica Pausilipon.

## Integrantes
Los integrantes de Música para el Alma pertenecen a varias orquestas profesionales de la Argentina, Uruguay, Chile, Paraguay, Italia e Israel.
- Argentina
  - Orquesta Sinfónica Nacional (Argentina)
  - Orquesta Filarmónica del Teatro Colón
  - Orquesta Estable del Teatro Colón
  - Coro Estable del Teatro Colón
  - Orquesta Nacional de Música Argentina Juan de Dios Filiberto
  - Orquesta del Tango de Buenos Aires
  - Camerata Bariloche
  - Orquestas Sinfónicas de Córdoba, Bahía Blanca, Neuquén, Salta.
  - Orquestas Filarmónicas de Mendoza, Rosario
- Uruguay
  - Orquesta Filarmónica de Montevideo
  - Orquesta Sinfónica del SODRE
- Paraguay
- Chile
- Italia
- Israel